# Jesús Prada
Jesús Prada (Espin, Astúries, Espanya, 12 d'octubre de 1880 - San José de Costa Rica, 18 de juny de 1929) fou un fabricant d'instruments de corda fincat a Costa Rica. El seu fill Manuel continuà la tradició familiar.
Portat a Costa Rica el 1891, es dedicà al comerç al costat del seu pare fins a l'edat de vint anys, en què començà aficionar-se a la Música per arribar a ser un guitarrista de nota. Sempre dintre de la seva especialitat, es dedicà a la fabricació de violins, guitarres i bandúrries emprant fusta del país i aconseguint els primers premis en les Exposicions nacionals de 1917 i 1918. Més tard treballà amb fustes europees, com l'avet i el palissandre, assolint resultats sorprenents en la sonoritat dels seus instruments que va remetre a diversos països d'Europa, rebent de França i d'Itàlia les millors referències i la immediata col·locació dels seus instruments.
Luthier, de reputació immillorable, conquistà pel seu nom el primer lloc a Costa Rica entre els treballadors especialitzats en el seu gremi.